# Ngỗng đậu
Ngỗng đậu (danh pháp khoa học: Anser fabalis) là một loài chim trong họ Vịt.
Ngỗng đậu cư trú và sinh sản ở Bắc Âu và Châu Á. Loài ngỗng đầu này và loài ngỗng đậu vùng lãnh nguyên được Hiệp hội Điểu học Hoa Kỳ và Hiệp hội Điểu học Quốc tế công nhận là hai loài riêng biệt, nhưng được coi là một loài duy nhất bởi các nhà chức trách khác (gọi chung là ngỗng đậu), như Hội Liên hiệp Anh. Nó di cư vào mùa đông xa hơn về phía nam ở châu Âu và châu Á.

## Mô tả
Chiều dài dao động từ 68 đến 90 cm (27 Hóa35 in), sải cánh từ 140 đến 174 cm (55 Hóa69 in) và trọng lượng từ 1,7 Phản4 kg (3,7 Phản8,8 lb). Trong phân chỉ định, chim trống nặng trung bình 3,2 kg (7,1 lb) và chim mái trung bình 2,84 kg (6,3 lb). Mỏ có màu đen ở gốc và chóp, với một dải màu cam ở giữa; chân và bàn chân cũng màu cam sáng.